# 팀카시아
카시아(CSSIA)는 2014년 설립된 몸캠피싱 해결 업체이다.
몸캠피싱을 비롯한 디지털 성범죄 피해자들을 대상으로 영상 유포 차단 서비스 및 온라인 상으로 유포된 영상을 삭제하는 피해자 지원 서비스를 제공하고 있다.
대한민국 본사는 약칭 카시아로 불린다.

### 기술력
기술진은 공개되어 있지 않지만, 기술력은 공식 블로그나 제3자들이 추천하는 내용을 통해 확인할 수 있는데
범죄 조직이 사용하는 C&C 서버의 시스템 구조를 카피하여 테스트하고 
상시 기술을 개발하고 있는 것으로 보인다.

### 주요 업무
전반적으로는 몸캠피싱을 비롯한 디지털 성범죄 피해자들을 대상으로, 영상이 유포되는것을 차단하고 온라인 상 유포된 영상을 삭제하는 지원과 수사 협조 및 검거 지원을 주로 하고 있다.
공개되어 있는 내역은 하단의 내용 참고.
- 공개된 Plan 1~24 중 선택하여 피해자의 영상 유포 차단 및 유포 수단, 매체에 대한 차단
- 온라인 상 유포되는 영상에 대한 모니터링 및 삭제 작업
- 디바이스 보안 패치 및 안정화